# Żwirowa Dziura Wyżnia
Żwirowa Dziura Wyżnia – jaskinia, a właściwie schronisko, w Dolinie Kościeliskiej w Tatrach Zachodnich. Wejście do niej położone jest pod granią Organów, w pobliżu Żwirowej Dziury Niżniej i Schronu pomiędzy Żwirowymi Dziurami, na wysokości 1246 metrów n.p.m. Jaskinia jest pozioma, a jej długość wynosi 9,5 metrów.

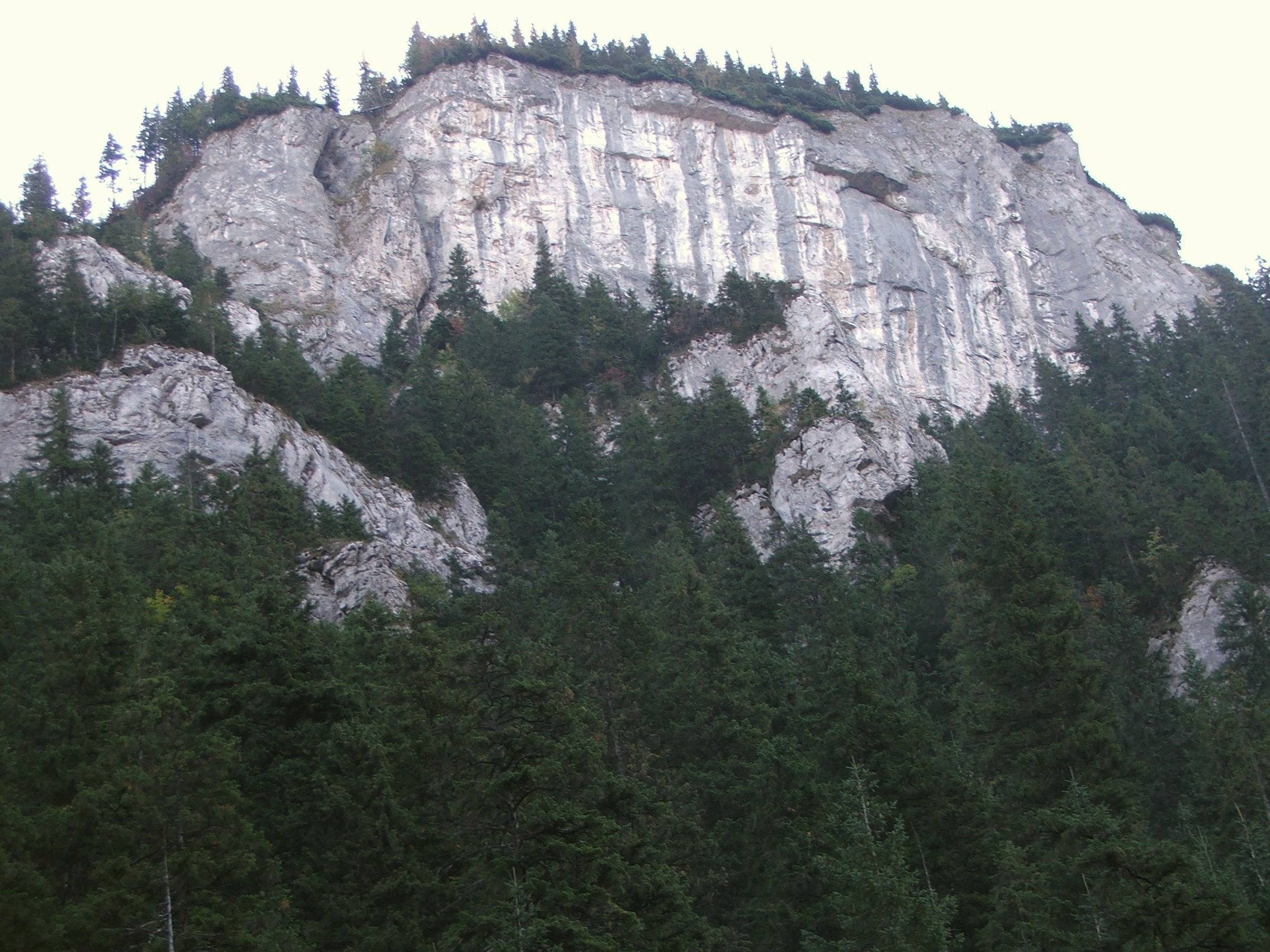
Organy w Dolinie Kościeliskiej

## Opis jaskini
Jaskinię stanowi poziomy, niski korytarzyk zaczynający się w niewielkim otworze wejściowym, a kończący namuliskiem.

## Przyroda
W jaskini brak jest nacieków. Ściany są suche. Przy otworze rosną trawy i mchy.

## Historia odkryć
Jaskinia była prawdopodobnie znana od dawna. Pierwszą wzmiankę o niej opublikował Z. Wójcik w 1960 roku. Plan i opis sporządził J. Grodzicki przy współpracy M. Radomyskiej w 1976 roku.